# إخماد (طب الأعصاب)
الإخماد (بالإنجليزية: Extinction)‏ هو اضطراب عصبي منطو على تعطيل القدرة على الإدراك المتزامن لمنبهات متعددة من النوع نفسه. غالبًا ما يحدث الإخماد نتيجة التلف الناجم عن الآفات المتطورة في أحد جانبي الدماغ. يعاني الأفراد المصابون بالإخماد من نقص الوعي بالمساحة على الجانب المقابل للآفة (أي المساحة على الجانب الأيسر بعد الإصابة بآفة في الجانب الأيمن) بالإضافة إلى خسارة في البحث الاستكشافي وغيرها من الأفعال المتعلقة عادة بهذا الجانب.

## الفيزيولوجيا / الخصائص
يُعتبر كل من الإخماد والإهمال الحيزي اضطرابين ناجمين عن الآفات الكبيرة التي تصيب المنطقة الوعائية من الشريان المخي الأوسط. تشير بعض الدراسات إلى تطور الإخماد بعد حدوث تلف في نصف الكرة الدماغية الأيسر أو الأيمن. يفشل المرضى المصابون بالإخماد في الإبلاغ عن المنبهات الواقعة في المساحة على الجانب المقابل من نصف الكرة المخية التالف عند عرض هذه المنبهات بالتزامن مع منبه من الجانب المماثل للآفة. لا يُعزى الإخماد المرتبط بالتنبيه المتزامن المزدوج إلى العجز الحسي الأولي بشكل حصري نظرًا إلى وعي هؤلاء المرضى بالمنبهات الموجودة على الجانب المقابل في حال عرضها بشكل منفرد. يرتكز اضطراب نقص الانتباه مع فرط النشاط (إيه دي إتش دي) بشكل أكبر على دور المعالجة الحسية الشاذة لمدخلات الجانب المقابل. يظهر المرضى قدرة مرضية محدودة على الانتباه بالإضافة إلى انحياز الانتباه نحو مساحة الجانب المماثل للآفة، إذ ترتفع فرصة إيلاء انتباههم ووعيهم بالمنبهات الموجودة على الجانب المماثل للآفة على حساب تلك الموجودة على الجانب المقابل للآفة. من الجدير بالذكر أن الموصل الصدغي الجداري (تي بّي جيه) مرتبط بعدد من الوظائف المعرفية التي تلعب دورًا في تعديل التفاعلات التنافسية بين التمثيلات المتزامنة، ما يبرز أهمية هذه المنطقة لعجز الانتباه الملاحظ لدى مرضى الإخماد.
مثلت مواقع الآفة الحرجة المسؤولة عن تطور المتلازمة محل جدل لما يزيد عن عقد من الزمن. استُخدمت العديد من المعايير المختلفة لتحديد الإخماد بين عينات المرضى، ما أدى إلى وجود تعارض في تحديد مواقع الآفة الحرجة المبلغ عنها بين الدراسات. استخدمت الدراسات الأخيرة تقنيتي «إي آر بّي إس» والتصوير بالرنين المغناطيسي الوظيفي، وأشارت إلى احتمال توسط الفص الجداري التمثيل الداخلي للجسم والمكان على حد سواء. وجدت الدراسات وجود آفة قشرية في منطقة التلفيف الزاوي الجداري الأيمن لدى جميع المرضى في عينتهم. أظهر المرضى بشكل نمطي تلفًا في المناطق الجدارية السفلية للدماغ. يمكن أيضًا ملاحظة بعض الوظيفة المتبقية في الفص الجداري العلوي، على الرغم من تلف المنطقة الجدارية السفلية. تشمل المناطق الجدارية بعض العصبونات ذات مجالات استقبال الجانب المماثل، ما يؤدي إلى ترافق تمثيل أحد نصفي الكرة المخية، الذي يرتكز على مساحة الجانب المقابل إجمالًا، مع درجة من التمثيل للجانب نفسه. على وجه التحديد، ينخفض عدد عصبونات نصف الكرة المخية الأيسر ذات مجالات الاستقبال البصري في موقع محدد بشكل طردي مع ملاحظة ازدياد المناطق المحيطية في الحقل البصري الأيسر، والعكس بالعكس في نصف الكرة المخية الأيمن. قد يساهم هذا في تفسير حدوث درجة أشد من الإخماد بعد إصابة الأفراد بآفات في نصف الكرة المخية الأيمن، إذ يتبقى أمام المريض نصف الكرة المخية الأيسر السليم الذي يعاني من تدهور شديد. 